# Dương Tấn Quân
Dương Tấn Quân (sinh ngày 21 tháng 10 năm 1985) là một bác sĩ và chính trị gia người Việt Nam, dân tộc Chơ-ro. Ông hiện là đại biểu quốc hội Việt Nam khóa XIV nhiệm kì 2016–2021, thuộc đoàn đại biểu quốc hội tỉnh Bà Rịa – Vũng Tàu. Ông đã trúng cử đại biểu quốc hội năm 2016 ở đơn vị bầu cử số 2, tỉnh Bà Rịa – Vũng Tàu gồm có thành phố Bà Rịa, Tân Thành, Châu Đức, Xuyên Mộc.

## Xuất thân
Dương Tấn Quân sinh ngày 21 tháng 10 năm 1985 quê quán ở xã Sông Xoài, huyện Tân Thành, tỉnh Bà Rịa – Vũng Tàu. 
Ông hiện cư trú ở Tổ 5, ấp Phước Bình, xã Sông Xoài, huyện Tân Thành, tỉnh Bà Rịa – Vũng Tàu.

## Giáo dục
- Giáo dục phổ thông: 12/12
- Đại học Y khoa (Bác sĩ đa khoa)

## Sự nghiệp
Ông gia nhập Đảng Cộng sản Việt Nam vào ngày 10/10/2014.
Khi ứng cử đại biểu Quốc hội Việt Nam khóa XIV vào tháng 5 năm 2016 ông đang là Bác sĩ điều trị, Bệnh viện Bà Rịa, tỉnh Bà Rịa – Vũng Tàu; Thành viên Hội Thầy thuốc trẻ
tỉnh Bà Rịa – Vũng Tàu, làm việc ở Bệnh viện Bà Rịa, tỉnh Bà Rịa – Vũng Tàu.
Ông đã trúng cử đại biểu quốc hội năm 2016 ở đơn vị bầu cử số 2, tỉnh Bà Rịa – Vũng Tàu gồm có thành phố Bà Rịa, Tân Thành, Châu Đức, Xuyên Mộc, được 246.211 phiếu, đạt tỷ lệ 57,68% số phiếu hợp lệ.
Ông hiện là Bác sĩ Bệnh viện Bà Rịa, tỉnh Bà Rịa – Vũng Tàu, Thành viên Hội Thầy thuốc trẻ tỉnh Bà Rịa – Vũng Tàu, Ủy viên Hội đồng Dân tộc của Quốc hội.
Ông đang làm việc ở Bệnh viện Bà Rịa, tỉnh Bà Rịa – Vũng Tàu.